# Коул, Энди
Э́ндрю Алекса́ндер Ко́ул (англ. Andrew Alexander Cole; родился 15 октября 1971 года в Ноттингеме, Англия), более известный как Э́нди Ко́ул (англ. Andy Cole) — английский футболист, нападающий. Наиболее известен как игрок английских клубов «Ньюкасл Юнайтед» и «Манчестер Юнайтед», с последним из которых в 1999 году выиграл так называемый «требл» (титул чемпиона Премьер-лиги, Лигу чемпионов УЕФА и Кубок Англии).
Энди Коул является четвёртым бомбардиром в истории Премьер-лиги. На его счету 187 голов, больше него отличились только Алан Ширер, Уэйн Руни и Гарри Кейн.

## Клубная карьера
Футболом начал заниматься в родном Ноттингеме и в 15 лет попал на заметку скаутам лондонского «Арсенала», в молодёжную команду которого перешёл в 1986 году. В октябре 1989 года попал в основной состав команды, а дебютировал за «канониров» в декабре 1990 года в матче против «Шеффилд Уэнсдей», который был выигран со счётом 4:1. Он также вышел на замену в матче против «Тоттенхема» в Суперкубке Англии по футболу в 1991 году и участвовал в голевом моменте, попав в боковую сетку из-за пределов штрафной, однако это был последний матч нападающего за «Арсенал». 
Сначала молодой нападающий был отдан в аренду в «Фулхем», играющий в третьем дивизионе, где он забил три гола в 13 матчах, а затем перебрался в «Бристоль Сити», который в скором времени выкупил его контракт. Во второй половине 1992 года Энди за первый круг второго английского дивизиона забил 13 голов, чем привлёк внимание клубов более серьёзных клубов.
В начале 1993 года Коул перебрался в «Ньюкасл Юнайтед», который решал задачу по возвращению в Премьер-лигу. По итогам сезона задача была решена, а Энди сыграл в этом одну из решающих ролей, забив 12 голов в 12 матчах чемпионата. Следующий сезон оказался триумфальным как для «сорок», которые сенсационно завоевали бронзовые медали чемпионата, так и для 22-летнего нападающего, который с 34 голами выиграл бомбардирскую гонку, опередив Алана Ширера на три гола. Кроме того, Энди был признан лучшим молодым игроком чемпионата. В ударном темпе Коул начал и следующий сезон, но в зимнее трансферное окно перебрался в «Манчестер Юнайтед».
Сделка по переходу Коула в стан «красных дьяволов» стала рекордной для своего времени: «сороки» получили 6 млн. фунтов и полузащитника Кита Гиллеспи. Дебют нападающего за «манкунианцев» получился ярким: до конца сезона он 12 раз поразил ворота соперников, в том числе отметился пента-триком в ворота «Ипсвич Таун». Следующие два сезона для Энди получились не очень результативными (он сумел забить лишь 20 голов во всех турнирах), но принесли ему и команде два чемпионских титула и победу в Кубке Англии. Сезон 1997/1998 стал самым результативным в манчестерской карьере Коула, которому удалось отличиться 25 раз во всех турнирах. Летом 1998 года состав «Манчестер Юнайтед» пополнил тринидадо-тобагианский форвард Дуайт Йорк. Первоначально Коул играл с ним попеременно, однако затем главный тренер команды Алекс Фергюсон начал выпускать их в связке, что незамедлительно дало результат. Пара форвардов по прозвищу «9+19» (именно под этими номерами выступали футболисты) на двоих забила 53 гола за сезон и помогла команде выиграть знаменитый «требл». В следующем сезоне связка отличилась 46 раз во всех турнирах (22 из них оказалось на счету Энди) и помогла команде отстоять чемпионский титул. Однако начиная со следующего сезона Коула стали преследовать частые травмы, а у Йорка наступил игровой спад. Летом 2001 года «манкунианцы» приобрели голландского нападающего Руда ван Нистелроя, что предопределило уход Коула, а в скором времени и Йорка.
Следующим клубом в карьере нападающего стал «Блэкберн Роверс», куда он перебрался в начале 2002 года. Здесь Энди вновь начал показывать результативную игру, а в скором времени воссоединился с Йорком, который также продолжил карьеру в Блэкберне. 24 февраля 2002 года гол Коула в ворота «Тоттенхэма» принёс его команде победу в финале Кубка лиги. Следующие два сезона он провёл в «Фулхэме» и «Манчестер Сити», демонстрируя достаточно хороший уровень результативности. Однако начиная с 2006 года карьера Коула пошла на спад. Форварда всё чаще преследовали травмы, кроме того, он неоднократно вступал в конфликт с тренерами или партнёрами по команде, не попадая при этом в стартовый состав. 11 ноября 2008 года англичанин объявил о решении завершить игровую карьеру в возрасте 37 лет.

## Карьера в сборной
Энди Коул дебютировал в составе сборной 29 марта 1995 года в игре против сборной Уругвая. На протяжении следующих семи лет он периодически вызывался в сборную, однако сыграл за это время всего в 15 матчах и забив лишь один мяч. Был кандидатом в сборную для выступления на чемпионате мира 1998 и Евро 2000, однако в первом случае проиграл конкуренцию другим нападающим, а во втором ему помешала травма. Свой последний матч за сборную провёл 6 октября 2001 года в игре против сборной Греции, так и не сыграв за неё на крупном турнире.

## Достижения

### Командные достижения
Ньюкасл Юнайтед
- Чемпион Первого дивизиона: 1992/93

 Манчестер Юнайтед
- Чемпион английской Премьер-лиги (5): 1995/96, 1996/97, 1998/99, 1999/2000, 2000/01
- Обладатель Кубка Англии (2): 1995/96, 1998/99
- Обладатель Суперкубка Англии (2): 1996, 1997
- Победитель Лиги чемпионов УЕФА: 1998/99
- Обладатель Межконтинентального кубка: 1999

Итого: 11 трофеев
 Блэкберн Роверс
- Обладатель Кубка Футбольной лиги: 2001/02

### Личные достижения
- Молодой игрок года по версии ПФА: 1993/94
- Лучший бомбардир английской Премьер-лиги: 1993/94
- Игрок месяца английской Премьер-лиги: ноябрь 1997
- Включён в «команду года» по версии ПФА: 1999/2000
- Включён в Зал славы английской Премьер-лиги: 2024[5]

## Статистика выступлений
| Клуб                    | Сезон             | Лига | Лига | Кубки | Кубки | Еврокубки | Еврокубки | Прочие | Прочие | Итого | Итого |
| Клуб                    | Сезон             | Игры | Голы | Игры  | Голы  | Игры      | Голы      | Игры   | Голы   | Игры  | Голы  |
| ----------------------- | ----------------- | ---- | ---- | ----- | ----- | --------- | --------- | ------ | ------ | ----- | ----- |
| Арсенал                 | 1989/90           | 0    | 0    | 0     | 0     | 0         | 0         | 0      | 0      | 0     | 0     |
| Арсенал                 | 1990/91           | 1    | 0    | 0     | 0     | 0         | 0         | 0      | 0      | 1     | 0     |
| Арсенал                 | 1991/92           | 0    | 0    | 0     | 0     | 0         | 0         | 1      | 0      | 1     | 0     |
| Арсенал                 | Итого             | 1    | 0    | 0     | 0     | 0         | 0         | 1      | 0      | 2     | 0     |
| Фулхэм (аренда)         | 1991/92           | 13   | 3    | 0     | 0     | -         | -         | 2      | 1      | 15    | 4     |
| Фулхэм (аренда)         | Итого             | 13   | 3    | 0     | 0     | 0         | 0         | 2      | 1      | 15    | 4     |
| Бристоль Сити           | 1991/92           | 12   | 8    | 0     | 0     | -         | -         | 0      | 0      | 12    | 8     |
| Бристоль Сити           | 1992/93           | 29   | 12   | 4     | 4     | 0         | 0         | 4      | 1      | 37    | 17    |
| Бристоль Сити           | Итого             | 41   | 20   | 4     | 4     | 0         | 0         | 4      | 1      | 49    | 25    |
| Ньюкасл Юнайтед         | 1992/93           | 12   | 12   | 0     | 0     | 0         | 0         | 0      | 0      | 12    | 12    |
| Ньюкасл Юнайтед         | 1993/94           | 40   | 34   | 6     | 7     | 0         | 0         | 0      | 0      | 46    | 41    |
| Ньюкасл Юнайтед         | 1994/95           | 18   | 9    | 6     | 2     | 3         | 4         | 0      | 0      | 27    | 15    |
| Ньюкасл Юнайтед         | Итого             | 70   | 55   | 12    | 9     | 3         | 4         | 0      | 0      | 85    | 68    |
| Манчестер Юнайтед       | 1994/95           | 18   | 12   | 0     | 0     | 0         | 0         | 0      | 0      | 18    | 12    |
| Манчестер Юнайтед       | 1995/96           | 34   | 11   | 8     | 2     | 1         | 0         | 0      | 0      | 43    | 13    |
| Манчестер Юнайтед       | 1996/97           | 20   | 6    | 3     | 0     | 5         | 1         | 0      | 0      | 28    | 7     |
| Манчестер Юнайтед       | 1997/98           | 33   | 15   | 4     | 5     | 7         | 5         | 1      | 0      | 45    | 25    |
| Манчестер Юнайтед       | 1998/99           | 32   | 17   | 7     | 2     | 10        | 5         | 1      | 0      | 50    | 24    |
| Манчестер Юнайтед       | 1999/00           | 28   | 19   | 0     | 0     | 13        | 3         | 4      | 0      | 45    | 22    |
| Манчестер Юнайтед       | 2000/01           | 19   | 9    | 1     | 0     | 10        | 4         | 1      | 0      | 31    | 13    |
| Манчестер Юнайтед       | 2001/02           | 11   | 4    | 0     | 0     | 4         | 1         | 0      | 0      | 15    | 5     |
| Манчестер Юнайтед       | Итого             | 195  | 93   | 23    | 9     | 50        | 19        | 7      | 0      | 275   | 121   |
| Блэкберн Роверс         | 2001/02           | 15   | 9    | 5     | 4     | 0         | 0         | 0      | 0      | 20    | 13    |
| Блэкберн Роверс         | 2002/03           | 34   | 7    | 6     | 6     | 3         | 0         | 0      | 0      | 43    | 13    |
| Блэкберн Роверс         | 2003/04           | 34   | 11   | 2     | 0     | 1         | 0         | 0      | 0      | 37    | 11    |
| Блэкберн Роверс         | Итого             | 83   | 27   | 13    | 10    | 4         | 0         | 0      | 0      | 100   | 37    |
| Фулхэм                  | 2004/05           | 31   | 12   | 8     | 1     | 0         | 0         | 0      | 0      | 39    | 13    |
| Фулхэм                  | Итого             | 31   | 12   | 8     | 1     | 0         | 0         | 0      | 0      | 39    | 13    |
| Всего за «Фулхэм»       | Всего за «Фулхэм» | 44   | 15   | 8     | 1     | 0         | 0         | 2      | 1      | 54    | 17    |
| Манчестер Сити          | 2005/06           | 22   | 9    | 1     | 1     | 0         | 0         | 0      | 0      | 23    | 10    |
| Манчестер Сити          | Итого             | 22   | 9    | 1     | 1     | 0         | 0         | 0      | 0      | 23    | 10    |
| Портсмут                | 2006/07           | 18   | 3    | 4     | 1     | 0         | 0         | 0      | 0      | 22    | 4     |
| Портсмут                | Итого             | 18   | 3    | 4     | 1     | 0         | 0         | 0      | 0      | 22    | 4     |
| Бирмингем Сити (аренда) | 2006/07           | 5    | 1    | 0     | 0     | -         | -         | 0      | 0      | 5     | 1     |
| Бирмингем Сити (аренда) | Итого             | 5    | 1    | 0     | 0     | 0         | 0         | 0      | 0      | 5     | 1     |
| Сандерленд              | 2007/08           | 7    | 0    | 1     | 0     | 0         | 0         | 0      | 0      | 8     | 0     |
| Сандерленд              | Итого             | 7    | 0    | 1     | 0     | 0         | 0         | 0      | 0      | 8     | 0     |
| Бернли (аренда)         | 2007/08           | 13   | 6    | 0     | 0     | -         | -         | 0      | 0      | 13    | 6     |
| Бернли (аренда)         | Итого             | 13   | 6    | 0     | 0     | 0         | 0         | 0      | 0      | 13    | 6     |
| Ноттингем Форест        | 2008/09           | 10   | 0    | 1     | 0     | -         | -         | 0      | 0      | 11    | 0     |
| Ноттингем Форест        | Итого             | 10   | 0    | 1     | 0     | 0         | 0         | 0      | 0      | 11    | 0     |
| Всего за карьеру        | Всего за карьеру  | 509  | 229  | 67    | 35    | 57        | 23        | 14     | 2      | 647   | 289   |